# Mezinárodní vzpěračská federace
Mezinárodní vzpěračská federace (IWF, anglicky: International Weightlifting Federation, dříve známá pod ekvivalentním francouzským názvem: Fédération Haltéphile International /FHI/) je mezinárodní sportovní federace sdružující národní svazy vzpírání. Organizuje mistrovství světa a další významná mezinárodní vzpěračská klání.
Federace byla založena v roce 1905 a sdružuje 187 národních svazů (údaj z roku 2009).
Funkce předsedy federace je po rezignaci Maďara Tamáse Ajána v důsledku rozsáhlého korupčního skandálu, odstartovaném reportážním filmem německé ARD a popsaném ve zprávě Richarda McLarena z června roku 2020 (zmíněny jsou i případy krytí dopingových případů a možné zpronevěry finančních prostředků v řádu miliónů amerických dolarů), uprázdněna. Generálním tajemníkem je Iráčan Mohamed Džalúd (od roku 2017).
Sekretariát a faktické sídlo Mezinárodní vzpěračské federace se nachází v maďarské Budapešti. Za úřadování dočasné prezidentky Ursuly Papandreové v roce 2020 byl oznámen přesun sekretariátu do oficiálního sídla organizace ve švýcarském Lausanne. Do jejího odvolání Výkonnou radou Mezinárodní vzpěračské federace 13. října 2020 však přesun nebyl dokončen.
V důsledku odvolání dočasné prezidentky Papandreové, nedostatečného pokroku ohledně reformy interních organizačních procesů, procesů boje proti dopingu a nedostatečného zapojení sportovců do řízení organizace vyjádřil Mezinárodní olympijský výbor své znepokojení nad děním v organizaci a bude na zasedání své výkonné rady v prosinci 2020 revidovat účast vzpírání při plánování programu Letních olympijských her 2024 v Paříži. Nespokojenost nad vedením organizace, které bylo zvoleno rozsáhlým uplácením delegátů, vyjádřila záhy po odvolání Papandreové řada členských svazů federace; mezi jejich požadavky jsou rezignace Výkonné rady Mezinárodní vzpěračské federace a svolání mimořádného volebního sjezdu do konce listopadu 2020.

## Seznam prezidentů a generálních tajemníků IWF
| Prezidenti IWF | Prezidenti IWF | Prezidenti IWF |
| Jméno | Stát | Období         |
| --- | --- | -------------- |
| bez předsedy | bez předsedy | 1905–1912      |
| Peter Tatics | Uhersko | 1912–1920      |
| Jules Rosset | Francie | 1920–1923      |
| Willem J. M. Linden | Nizozemsko | 1923–1924      |
| Jules Rosset | Francie | 1924–1937      |
| Willem J. M. Linden | Nizozemsko | 1937–1941      |
| pozice uprázdněna | pozice uprázdněna | 1941–1946      |
| Jules Rosset | Francie | 1946–1952      |
| Dietrich Wortmann | Spojené státy americké | 1952           |
| Bruno Nyberg | Finsko | 1952–1960      |
| Clarence H. Johnson | Spojené státy americké | 1960–1972      |
| Gottfried Schödl | Rakousko | 1972–2000      |
| Tamás Aján | Maďarsko | 2000–2020      |
| pozice uprázdněna, pravomoci zastávali: Ursula Papandreová (15. 4. – 13. 10. 2020), dočasná prezidentka Intharat Jodbangtoj (13. 10. – 15. 10. 2020), z titulu 1. viceprezidenta Michael Sheriar Irani (15. 10. 2020 –), dočasný prezident | pozice uprázdněna, pravomoci zastávali: Ursula Papandreová (15. 4. – 13. 10. 2020), dočasná prezidentka Intharat Jodbangtoj (13. 10. – 15. 10. 2020), z titulu 1. viceprezidenta Michael Sheriar Irani (15. 10. 2020 –), dočasný prezident | 2020–nyní      |

| Generální tajemníci IWF                  | Generální tajemníci IWF                  | Generální tajemníci IWF |
| Jméno                                    | Stát                                     | Období                  |
| ---------------------------------------- | ---------------------------------------- | ----------------------- |
| bez generálního tajemníka                | bez generálního tajemníka                | 1905–1912               |
| osm tajemníků ve čtyřech prac. skupinách | osm tajemníků ve čtyřech prac. skupinách | 1912–1913               |
| Moritz Csanády                           | Uhersko                                  | 1913–1920               |
| Joseph Duchateau                         | Francie                                  | 1920–1924               |
| André Bourdonnay-Schweich                | Francie                                  | 1924–1938               |
| Eugène Gouleau                           | Francie                                  | 1938–1942               |
| pozice uprázdněna                        | pozice uprázdněna                        | 1942–1946               |
| Eugène Gouleau                           | Francie                                  | 1946–1960               |
| Oscar State                              | Spojené království                       | 1960–1978               |
| Tamás Aján                               | Maďarsko                                 | 1978–2000               |
| Jannis Sguros                            | Řecko                                    | 2000–2009               |
| Ma Wen-kuang                             | Čína                                     | 2009–2017               |
| Mohamed Džalúd                           | Irák                                     | 2017–nyní               |

## Kontinentální asociace
- Evropská vzpěračská federace (European Weightlifting Federation, EWF), zal. r. 1969, sídlí v San Marinu
- Asijská vzpěračská federace (Asian Weightlifting Federation, AWF)
- Africká vzpěračská federace (Weightlifting Federation of Africa, WFA)
- Oceánijská vzpěračská federace (Oceania Weightlifting Federation, OWF)
- Panamerická vzpěračská federace (Pan American Weightlifting Federation, PWF)